# Montescudaio
Montescudaio is een comune (gemeente) in de Italiaanse provincie Pisa (regio Toscane) en telt 1804 inwoners (volkstelling 2006). De oppervlakte bedraagt 19,9 km², de bevolkingsdichtheid is ongeveer 91 inwoners per km². Inwoners van Montescudaio worden Montescudaini genoemd, en in het enkelvoud Montescudaino (man) of Montescudaina (vrouw).
Eberstadt in Baden-Württemberg (Duitsland) is sinds 1984 een zusterstad van Montescudaio. Castril de la Peña in Andalusië, Spanje is dat sinds 2006.

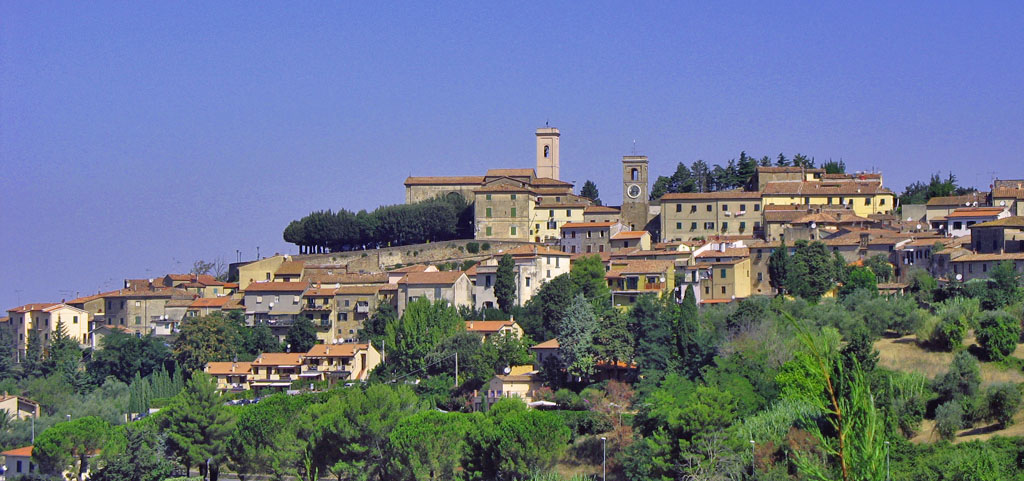
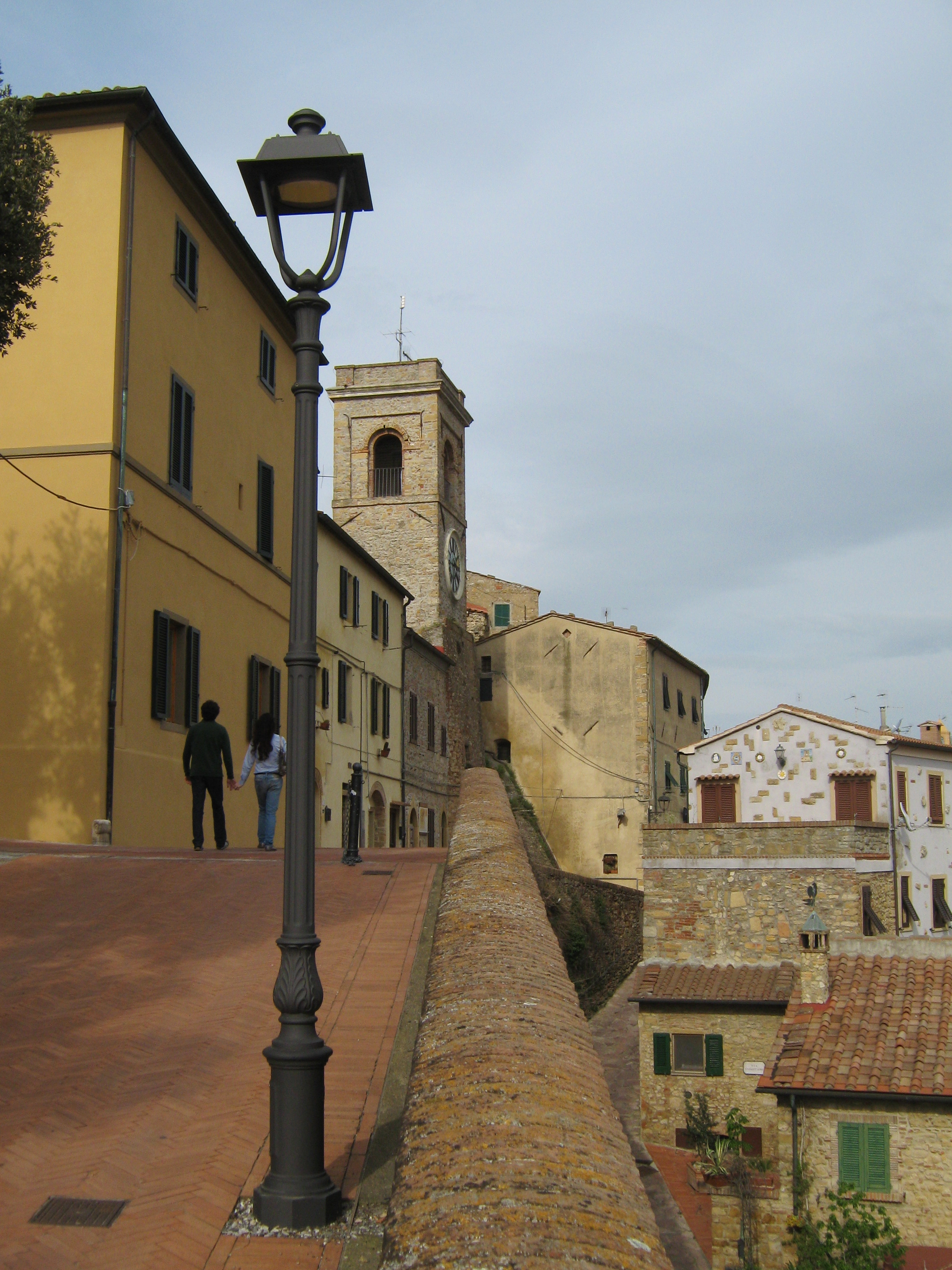

## Geschiedenis
Op de plek waar het huidige dorp Montescudaio ligt werden resten gevonden van een nederzetting van Etrusken, die daar voor de komst van de Romeinen leefden. Montescudaio wordt voor het eerst genoemd in een document uit 1091. Volgens dat document leefden er in dat jaar de familie van de heerser van de toenmalige Republiek Pisa, de Gherardesca's. Tot 1406 hoorde het bij de Republiek Pisa. In 1406 werd Pisa verslagen door Florence en werd het gehele gebied veroverd door Pisa ingelijfd bij Florence. Van 1479 tot 1684 was Montescudaio een autonome plaats binnen Florence. Daarna werd het tot 1749 een leengoed van de familie Ridolfi. Vervolgens hoorde het bij het Groothertogdom Toscane, dat in 1861 opging in Italië. Ook stond er in de middeleeuwen een klooster dicht bij Montescudaio. Door aardbevingen in 1846 en 1871 is een deel van dat klooster en een gedeelte van de kerk van Montescudaio, de Chiesa di Santa Maria Assunta, ingestort. De campanile bleef echter overeind staan en is nu een monument tegen de doodstraf.
De wijnbouw en het verbouwen van olijven zijn altijd al belangrijke inkomsten geweest voor de Montescudaini.

## Beschrijving
Het dorp Montescudaio doet zijn naam eer aan, door boven op een berg te liggen (monte is Italiaans voor berg). Scudaio is afgeleid van Scutarius, de Latijnse naam van de plaats. Op het hoogste punt van de gemeente ligt de kerk, de Chiesa di Santa Maria Assunta, met daarvoor een behoorlijk groot plein, het Piazzale del Castello. Op dat plein staat ook de klokkentoren van de ingestorte kerk. Vanaf het plein is er een goed uitzicht over het dorp en omgeving. Om het plein loopt een middeleeuwse kasteelmuur. Aan de zuidkant ligt een kleine hoofdstraat. Die hoofdstraat is tegelijk de ontmoetingsplek, mede doordat er twee restaurants naast elkaar zitten, beide met een terras. Aan dezelfde straat ligt het kleine toeristenbureau van Montescudaio, met welgeteld één medewerker. Ook is er aan de straat onder andere een kapper, een bar, een supermarktje, een bakker, een slager, slijterij, nóg een restaurant en een aantal andere kleine winkeltjes. Helemaal aan het eind van de straat ligt een parkeerterrein met plaats voor ongeveer 50 auto's, waar tevens elke vrijdag markt wordt gehouden. Ook bevindt zich in het dorp een bibliotheekje en een school. In het dorp wonen circa 1500 mensen.
Tot de gemeente Montescudaio behoren ook een aantal losse huizen en ook de frazione Fiorino, met zo'n dan 300 inwoners, maakt deel uit van de gemeente. Het dorp en de frazione liggen circa 5 kilometer bij elkaar vandaan. Fiorino bestaat volledig uit nieuwbouw.

### Geografie
Het dorp ligt zo'n 7,5 kilometer van de zee, de frazione Fiorino ongeveer 2,5 kilometer, en het dorp op ongeveer 242 meter boven zeeniveau.
Montescudaio grenst aan de volgende gemeenten: Cecina (LI), Guardistallo, Montecatini Val di Cecina, Riparbella.

### Evenementen
- Vino Estate, letterlijk Zomerwijn, een wijnfeest op 14 en 15 augustus.
- Mostra e mercato vino, een tentoonstelling van wijnen en een wijnmarkt, de eerste zondag in oktober.
- Festa dell'olio, letterlijk Feest van de olie, november.
- Festa della birra, letterlijk Feest van het bier, verschillende keren per jaar.
- Festa del vino, letterlijk Feest van de wijn, 14 juli in de frazione Fiorino

## Demografie
Montescudaio telt 744 huishoudens. Het aantal inwoners steeg in de periode 1991-2001 met 5,0% volgens cijfers uit de tienjaarlijkse volkstellingen van ISTAT.
Inwoneraantal sinds 1861:
- De meting uit 2004 werd op de laatste dag van dat jaar gehouden, 31 december.

Bientina · Buti · Calci · Calcinaia · Capannoli · Casale Marittimo · Casciana Terme · Cascina · Castelfranco di Sotto · Castellina Marittima · Castelnuovo di Val di Cecina · Chianni · Crespina · Fauglia · Guardistallo · Lajatico · Lari · Lorenzana · Montecatini Val di Cecina · Montescudaio · Monteverdi Marittimo · Montopoli in Val d'Arno · Orciano Pisano · Palaia · Peccioli · Pisa · Pomarance · Ponsacco · Pontedera · Riparbella · San Giuliano Terme · San Miniato · Santa Croce sull'Arno · Santa Luce · Santa Maria a Monte · Terricciola · Vecchiano · Vicopisano · Volterra
1. ↑  https://demo.istat.it/?l=it.